# Wójtowa Wieś (Gliwice)
Wójtowa Wieś (niem. Richtersdorf) – dzielnica miasta Gliwice od 1 stycznia 1927 roku.

## Nazwa
W alfabetycznym spisie miejscowości z terenu Śląska wydanym w 1830 roku we Wrocławiu przez Johanna Knie miejscowość występuje pod polską nazwą Woytawawieś oraz zgermanizowaną Richtersdorf. Dzielnica jest przez niektórych Gliwiczan zwana Wojtulą, natomiast w gwarze funkcjonuje wyłącznie jako Wojtowo Wieś.

## Historia
Dzielnica powstała na przełomie XVI i XVII wieku.

## Edukacja
Szkoły podstawowe:
- Szkoła Podstawowa Numer 10 im. Juliusza Słowackiego

## Kościoły i kaplice
Kościoły rzymskokatolickie:
- Kościół św. Antoniego

## Przyroda
Przez dzielnicę przepływa niewielki strumień Ostropka wpadający do rzeki Kłodnicy oraz niewielki, okresowo wysychający strumyk Wójtowianka wpadający do Ostropki.

## Turystyka
Przez dzielnicę przebiega szlak turystyczny:
- – Szlak Husarii Polskiej

## Transport

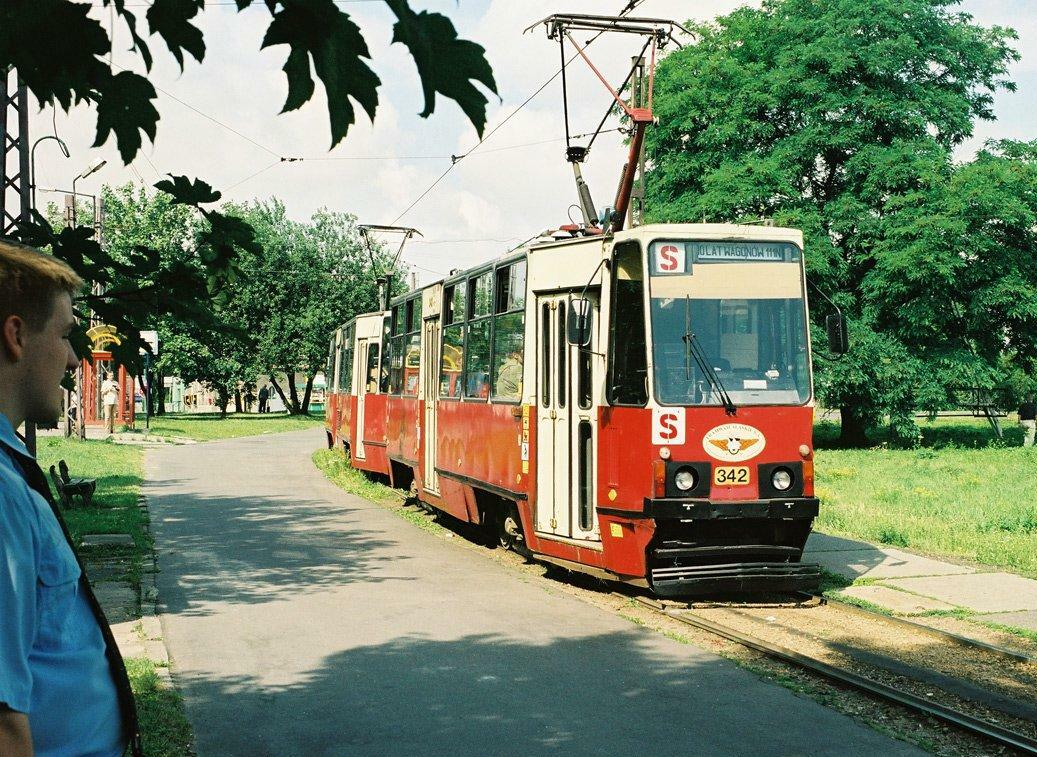
Gliwice – dzielnica Wójtowa Wieś – Tramwaj Konstal 111N na pętli tramwajowej

Przez dzielnicę przebiega droga wojewódzka 408 oraz wzdłuż części granic dzielnicy przebiega autostrada A4.
Do 2009 roku na terenie dzielnicy znajdowała się pętla tramwajowa, na której kończyły bieg linie 1 i 4.